# Zámrsk (stacja kolejowa)
Zámrsk – stacja kolejowa w Zámrsku, w kraju pardubickim, w Czechach. Położona jest na magistrali kolejowej Praga - Kolín - Česká Třebová. Znajduje się na wysokości 260 m n.p.m.
Na stacji nie ma możliwości zakupu biletów, a obsługa podróżnych odbywa się w pociągu. 

## Linie kolejowe
- 010 Kolín - Česká Třebová